# Bielski (herb baronowski)

Bielski baron

Bielski Baron – polski herb baronowski.

## Opis herbu
Na tarczy pięciodzielnej w polach złotych I – szabla ukośnie w prawo rękojeścią do góry, w II i III – osiem błękitnych klinów w gwiazdę, w IV – szabla ukośnie w lewo rękojeścią do góry, w V czerwonym między rogami półksiężyca złotego półtorakrzyża złotego bez prawego dolnego ramienia, po bokach którego po takiejż gwieździe. 
Nad hełmem w koronie baronowskiej pół kozła srebrnego z rogami złotymi. 
Labry z prawej błękitne podbite złotem, z lewej czerwone podbite srebrem. 
Herb posiada trzymacze – dwa niedźwiedzie czarne, wspięte.
Całość oparta na postumencie w formie marmurowej podstawy.

## Historia herbu
Nadany w 1745 roku przez Augusta III.

## Herbowni
Bielski.